# Psilopogon javensis
El barbudo de Java (Psilopogon javensis) es una especie de ave piciforme de la familia Megalaimidae endémica de Java y Bali.

## Distribución y hábitat
Se encuentra en las selvas de las islas de Java y Bali.
Está amenazado por la pérdida de hábitat.